# Smicroplectrus californicus
Smicroplectrus californicus là một loài tò vò trong họ Ichneumonidae.